# NGC 4252
NGC 4252 (również PGC 39537 lub UGC 7343) – galaktyka spiralna (Sb), znajdująca się w gwiazdozbiorze Panny. Odkrył ją Albert Marth 26 maja 1864 roku. Jest to galaktyka o niskiej jasności powierzchniowej. Należy do Gromady w Pannie.